# Freedom (Schiff, 2008)
Die Freedom, auch USS Freedom (Kennung: LCS-1), war ein Littoral Combat Ship (Fregatte) und Typschiff der gleichnamigen Klasse der United States Navy.

## Geschichte
Das Schiff wurde bei der Marinette-Marine-Werft von Lockheed Martin in Marinette, Wisconsin im Mai 2004 in Auftrag gegeben. Der Kiel wurde am 2. Juni 2005 gelegt. Das Schiff ist das erste Überwasserkriegsschiff seit über einem Jahrhundert, das auf den Großen Seen gebaut wird.
Am 23. September 2006 lief die Freedom vom Stapel. Ihre Taufpatin war Birgit Smith, die Witwe des 2003 im Irak gefallenen Paul Ray Smith. Im Mai 2008 begannen erste Systemtests der Werft, am 28. Juli folgten dann erste Testfahrten auf dem Lake Michigan. Am 18. September 2008 wurde das Schiff der US Navy übergeben. Die Indienststellung fand am 8. November in Milwaukee statt. Die folgenden Wochen verbrachte Freedom mit Hafenbesuchen in den nördlichen Vereinigten Staaten und Kanada. Im Dezember erreichte das Schiff die Hampton Roads, wo es Anfang 2010 in der Naval Amphibious Base Little Creek stationiert war. Nach einer Werftliegezeit von Januar bis März 2009 testeten die Besatzungen das Schiff von dort aus. Im Februar 2010 fuhr das Schiff Übungen mit dem Flugzeugträger Carl Vinson und dem Kreuzer Bunker Hill. Am 17. Februar begann die erste Einsatzfahrt der Freedom. Sie wurde in der Karibik zur Schmugglerbekämpfung eingesetzt. Dabei konnte die Besatzung in vier Aktionen über fünf Tonnen Kokain beschlagnahmen. Im Anschluss fuhr die Freedom ihren neuen Heimathafen in San Diego an. Von dort aus wurde sie im Juni zur multinationalen Übung RIMPAC abkommandiert.
Bei Übungsfahrten vor Kalifornien wurde am 12. September 2010 eine der Gasturbinen beschädigt. Schaufeln waren aus der Turbine gebrochen und hatten Schäden im Inneren angerichtet. Mit seinen Dieselmotoren konnte das Schiff die Fahrt fortsetzen. Die Navy nutzte den Schaden, um den Austausch einer ganzen Turbine zu erproben, der nicht in der Marinebasis von San Diego, sondern im kleinen Stützpunkt in Port Hueneme durchgeführt wurde.
Im März 2013 brach das Schiff, frisch in einem mehrfarbigen Tarnanstrich „gepönt“, zu einem achtmonatigen Einsatz Richtung Südostasien auf; Stützpunkt im Einsatzgebiet war Singapurs Changi Naval Base. Das Schiff kehrte kurz vor Weihnachten 2013 nach San Diego zurück.
Im Frühjahr 2014 wurde die Verwendung von bemannten und unbemannten Hubschraubern zur Bekämpfung von kleinen schnellen Feindbooten geübt. Im Sommer 2016 nahm das Schiff am Marinemanöver RIMPAC im Pazifischen Ozean teil.